# Jefferson P. Kidder
Jefferson Parish Kidder, född 4 juni 1815 i Braintree i Vermont, död 2 oktober 1883 i Saint Paul i Minnesota, var en amerikansk politiker och jurist. Han var Vermonts viceguvernör 1853–1854 och delegat från Dakotaterritoriet till USA:s representanthus 1875–1879. Han genomförde juridikstudierna i Montpelier.

## Politik
Kidder var medlem i Vermont Constitutional Convention 1843, och tjänstgjorde som delstatlig åklagare, som medlem av Vermonts senat, och som delegat till 1856 Democratic National Convention. Därefter flyttade han till St. Paul i Minnesota där han gick med i Republikanska partiet och var medlem av Minnesotas representanthus. 1865 flyttade han till Vermillion i Dakota, då han av Abraham Lincoln fick ett uppdrag inom Supreme Court of Dakota Territory. Han innehade uppdraget i tio år, 1865–1875. Därefter bytte han till ett uppdrag som territoriets delegat till USA:s kongress, ett uppdrag han hade från 4 mars 1875 till 4 mars 1879. Han var kandidat till United States House elections, 1878, men misslyckades, och återvaldes därefter till en tjänst vid territorial Supreme Court, som han hade till sin bortgång.

## Övrigt
Kidder County i North Dakota är uppkallat efter honom.